# Llista de muntanyes de Mèxic
La següent taula inclou les 30 muntanyes més altes de Mèxic, totes elles amb un mínim de 500 metres de prominència. D'aquestes 30 les 3 més altes superen els 5.000 metres, 8 els 4.000 i 25 els 3.000. D'aquestes 30 muntanyes més altes, 4 són a l'Estat de Puebla, 4 al d'Oaxaca, 4 al Coahuila, 3 al de Mèxic, 3 al de Jalisco, 3 al de Nuevo León, 2 al de Chiapas, 2 al de Mochoacán, 2 al de Querétaro, i un al Districte Federal, Morelos, Tlaxcala, Veracruz, Guerrero, Guanajuato, Durango, Baixa Califòrnia i Aguascalientes.
| Posició | Cim                                           | Imatge             | Estat                    | Serralada                  | Alçada  | Prominència | Aïllament | Situació                                             | Destacat |
| ------- | --------------------------------------------- | ------------------ | ------------------------ | -------------------------- | ------- | ----------- | --------- | ---------------------------------------------------- | --- |
| 1       | Pico de Orizaba                               | Pico de Orizaba    | Puebla · Veracruz        | Cordillera Neovolcánica    | 5.636 m | 4.922 m     | 2.690 km  | 19° 01′ 50″ N, 97° 16′ 11″ O / 19.0305°N,97.2698°O   | La més alta, prominent i aïllada de Puebla, de Veracruz, de la Cordillera Neovolcánica i de MÈXIC i la més oriental de Puebla                                                                                                |
| 2       | Popocatépetl                                  | Popocatépetl       | Mèxic · Morelos · Puebla | Cordillera Neovolcánica    | 5.410 m | 3.040 m     | 143 km    | 19° 01′ 21″ N, 98° 37′ 40″ O / 19.0225°N,98.6278°O   | La més alta, prominent, aïllada, meridional i oriental de l'estat de Mèxic, la més alta, prominent i aïllada de Morelos i la més meridional de Puebla i de la Cordillera Neovolcánica                                        |
| 3       | Iztaccíhuatl                                  | Iztaccíhuatl       | Mèxic · Puebla           | Cordillera Neovolcánica    | 5.230 m | 1.560 m     | 17 km     | 19° 10′ 45″ N, 98° 38′ 31″ O / 19.1792°N,98.6419°O   | La més septentrional de l'estat de Mèxic i la més septentrional i occidental de Puebla |
| 4       | Nevado de Toluca                              | Nevado de Toluca   | Mèxic                    | Cordillera Neovolcánica    | 4.690 m | 2.225 m     | 118 km    | 19° 06′ 07″ N, 99° 46′ 03″ O / 19.1020°N,99.7676°O   | La més occidental de l'estat de Mèxic |
| 5       | Matlalcuéyetl (La Malinche o volcà Malintzin) | Matlalcuéyetl      | Puebla · Tlaxcala        | Cordillera Neovolcánica    | 4.430 m | 1.940 m     | 64 km     | 19° 15′ 00″ N, 98° 02′ 00″ O / 19.2500°N,98.0333°O   | La més alta, prominent i més aïllada de Tlaxcala |
| 6       | Nevado de Colima                              | Nevado de Colima   | Jalisco                  | Cordillera Neovolcánica    | 4.270 m | 2.720 m     | 407 km    | 19° 33′ 46″ N, 103° 36′ 30″ O / 19.5629°N,103.6083°O | La més alta, prominent, aïllada i oriental de Jalisco i la més septentrional i occidental de la Cordillera Neovolcánica |
| 7       | Cofre de Perote                               | Cofre de Perote    | Veracruz                 | Cordillera Neovolcánica    | 4.200 m | 1.320 m     | 51 km     | 19° 29′ 00″ N, 97° 10′ 00″ O / 19.4833°N,97.1667°O   | La més oriental de la Cordillera Neovolcánica |
| 8       | Volcà Tacaná                                  | Volcà Tacaná       | Chiapas · Guatemala      | Sierra Madre de Chiapas    | 4.067 m | 2.273 m     | 24 km     | 15° 08′ 00″ N, 92° 07′ 00″ O / 15.1333°N,92.1167°O   | La més meridional i oriental de Mèxic, la més alta, prominent, meridional i oriental de Chiapas, la més alta, prominent i aïllada de Guatemala i la més alta, prominent, meridional i oriental de la Sierra Madre de Chiapas |
| 9       | Cerro Ajusco                                  | Cerro Ajusco       | Districte Federal        | Cordillera Neovolcánica    | 3.930 m | 500 m       | 55 km     | 19° 12′ 30″ N, 99° 15′ 29″ O / 19.2083°N,99.2580°O   | La més alta, prominent i aïllada del Districte Federal |
| 10      | Volcà Tancítaro                               | [ 9 ]              | Michoacán                | Cordillera Neovolcánica    | 3.840 m | 1.665 m     | 138 km    | 19° 25′ 00″ N, 102° 18′ 00″ O / 19.4167°N,102.3000°O | La més alta, aïllada, septentrional i oriental de Michoacán |
| 11      | Cerro Nube                                    |                    | Oaxaca                   | Sierra Madre del Sur       | 3.750 m | 2.130 m     | 329 km    | 16° 12′ 52″ N, 96° 10′ 56″ O / 16.2145°N,96.1823°O   | La més aïllada d'Oaxaca i la més alta i aïllada de la Sierra Madre del Sur |
| 12      | Cerro el Potosí                               |                    | Nuevo León               | Sierra Madre Oriental      | 3.720 m | 1.845 m     | 570 km    | 24° 52′ 19″ N, 100° 13′ 58″ O / 24.8719°N,100.2327°O | La més alta, prominent i aïllada de Nuevo León i la més alta i aïllada de la Sierra Madre Oriental |
| 13      | Cerro el Nacimiento                           |                    | Oaxaca                   | Sierra Madre del Sur       | 3.710 m | 2.140 m     | 1,6 km    | 16° 12′ 41″ N, 96° 11′ 48″ O / 16.2113°N,96.1967°O   | La més alta, prominent i meridional d'Oaxaca i la més meridional de la Sierra Madre del Sur |
| 14      | Cerro San Rafael                              |                    | Coahuila                 | Sierra Madre Oriental      | 3.710 m | 1.390 m     | 64 km     | 25° 21′ 50″ N, 100° 33′ 24″ O / 25.3638°N,100.5568°O | L més alta i aïllada de Coahuila i la més septentrional i occidental de la Sierra Madre Oriental |
| 15      | Cerro el Morro                                |                    | Coahuila · Nuevo León    | Sierra Madre Oriental      | 3.705 m | 1.000 m     | 26 km     | 25° 12′ 01″ N, 100° 22′ 40″ O / 25.2003°N,100.3778°O | La més oriental de Cohauila i la més septentrional i oriental de Nuevo León |
| 16      | Cerro Tiotepec                                |                    | Guerrero                 | Sierra Madre del Sur       | 3.550 m | 2.180 m     | 185 km    | 17° 28′ 00″ N, 100° 08′ 00″ O / 17.4667°N,100.1333°O | La més alta, prominent i aïllada de Guerrero i la més prominent, septentrional i occidental de la Sierra Madre del Sur |
| 17      | Picacho San Onofre                            |                    | Nuevo León               | Sierra Madre Oriental      | 3.540 m | 1.640 m     | 125 km    | 23° 48′ 02″ N, 99° 50′ 48″ O / 23.8006°N,99.8466°O   | La més meridional i oriental de Nuevo León |
| 18      | Cerro Zempoaltepetl                           |                    | Oaxaca                   | Sierra Madre del Sur       | 3.420 m | 1.580 m     | 107 km    | 17° 10′ 00″ N, 95° 59′ 00″ O / 17.1667°N,95.9833°O   | La més septentrional i oriental d'Oaxaca i la més oriental de la Sierra Madre del Sur |
| 19      | Cerro el Zamorano                             |                    | Guanajuato · Querétaro   | Altiplà Mexicà             | 3.360 m | 1.440 m     | 105 km    | 20° 56′ 00″ N, 100° 13′ 00″ O / 20.9333°N,100.2167°O | La més alta, prominent i aïllada de Guanajuato, la més alta i aïllada de Querétario i la més alta, meridional i oriental de l'Altiplà Mexicà                                                                                 |
| 20      | Pico del Águila                               |                    | Oaxaca                   | Sierra Madre del Sur       | 3.360 m | 1.420 m     | 179 km    | 17° 08′ 00″ N, 97° 40′ 00″ O / 17.1333°N,97.6667°O   | La més occidental d'Oaxaca |
| 21      | Cerro Gordo                                   |                    | Durango                  | Sierra Madre Occidental    | 3.350 m | 1.370 m     | 421 km    | 23° 15′ 00″ N, 104° 57′ 00″ O / 23.2500°N,104.9500°O | La més alta, prominent i aïllada de Durango i la més alta, aïllada, septentrional i occidental de la Sierra Madre Occidental                                                                                                 |
| 22      | Cerro el Centinela                            |                    | Coahuila                 | Altiplà Mexicà             | 3.120 m | 1.640 m     | 187 km    | 25° 08′ 00″ N, 103° 14′ 00″ O / 25.1333°N,103.2333°O | La més meridional i occidental de Coahuila i la més occidental de l'Altiplà Mexicà |
| 23      | Picacho del Diablo                            | Picacho del Diablo | Baixa Califòrnia         | Sierra de San Pedro Mártir | 3.110 m | 2.140 m     | 334 km    | 30° 59′ 34″ N, 115° 22′ 31″ O / 30.9928°N,115.3752°O | La més septentrional i occidental de MÈXIC, la més alta, prominent i aïllada de Baja Califòrnia i de la Sierra de San Pedro Mártir                                                                                           |
| 24      | Sierra Fría                                   |                    | Aguascalientes           | Sierra Madre Occidental    | 3.050 m | > 500 m     | 238 km    | 22° 17′ 00″ N, 102° 34′ 00″ O / 22.2833°N,102.5667°O | La més alta, prominent i aïllada d'Aguascalientes i la més prominent, meridional i oriental de la Sierra Madre Occidental |
| 25      | Sierra la Madera                              |                    | Coahuila                 | Altiplà Mexicà             | 3.030 m | 1.905 m     | 227 km    | 27° 02′ 00″ N, 102° 24′ 00″ O / 27.0333°N,102.4000°O | La més prominent i septentrional de Coahuila i la més prominent, aïllada i septentrional de l'Altiplà Mexicà |
| 26      | Volcà de Tequila                              |                    | Jalisco                  | Jalisco                    | 2.930 m | 1.530 m     | 63 km     | 20° 47′ 00″ N, 103° 51′ 00″ O / 20.7833°N,103.8500°O | La més septentrional de l'estat de Jalisco i la mès alta, aïllada, septentrional i oriental de la serra de Jalisco |
| 27      | Cerro la Joya                                 |                    | Querétaro                | Sierra Madre Oriental      | 2.920 m | 1.870 m     | 66 km     | 21° 26′ 00″ N, 99° 08′ 00″ O / 21.4333°N,99.1333°O   | La més prominent de Querètaro i la més prominent, meridional i oriental de la Sierra Madre Oriental |
| 28      | Cerro Tzontehuitz                             |                    | Chiapas                  | Sierra Madre de Chiapas    | 2.900 m | 1.360 m     | 164 km    | 16° 50′ 00″ N, 92° 35′ 00″ O / 16.8333°N,92.5833°O   | La més aïllada, septentrional i occidental de Chiapas i de la Sierra Madre de Chiapas |
| 29      | Cerro las Conchas                             |                    | Michoacán                | Michoacán                  | 2.890 m | 1.960 m     | 105 km    | 18° 43′ 00″ N, 102° 58′ 00″ O / 18.7167°N,102.9667°O | La més prominent, meridional i occidental de l'estat de Michoacán i la més alta, prominent i aïllada de la serra de Michoacán                                                                                                |
| 30      | Cerro las Capillas                            |                    | Jalisco                  | Jalisco                    | 2.890 m | 1.590 m     | 56 km     | 19° 33′ 00″ N, 104° 09′ 00″ O / 19.5500°N,104.1500°O | La més meridional i occidental de l'estat de Jalisco i la més prominent, meridional i occidental de la serra de Jalisco |